# Ericeia optativa
Ericeia optativa là một loài bướm đêm trong họ Erebidae.